# 정지혜 (미스코리아)
정지혜(1989년 8월 31일 ~ )는 대한민국의 2010년 미스코리아 경기 진(眞)이다.

## 프로필
- 출생: 1989년 8월 31일
- 신체: 175cm, 56.7kg, 33-23-35
- 학력: 성균관대학교 무용학과
- 수상: 2010년 미스코리아 경기 진(眞)
- 취미: 인터넷 검색
- 특기: 무용, 요가